# 우크라이나의 남자 가수 목록
다음은 우크라이나의 남자 가수 목록이다.

## 다
- 아나톨리 드니프로우

## 라
- 바실 라자로비치

## 마
- 올렉산드르 미슈하

## 바
- 스바토슬라우 바카르치크
- 올렉산드르 베르틴스키
- 이보 보불
- 올레크 비니크

## 사
- 드미트리 슈로프
- 올레크 스크립카

## 아
- 야렘추크 나자리
- 드미트리 야렘추크
- 야로슬라우 예브도키모우

## 자
- 안드리 자포로제츠

## 차
- 올렉산드르 체메로우
- 올렉산드르 체카로

## 카
- 이반 코즐롭스키
- 아나톨리 코체하

## 파
- 타라스 페트리넨코

## 하
- 드미트리 호르돈
- 유리 흐낫콥스키